# Дубоко језеро (Карелијска превлака)
Дубоко језеро (рус. Глубокое озеро; фин. Muolaanjärvi) ледничко је језеро на северозападу европског дела Руске Федерације. Налази се на територији Виборшког рејона, на крајњем северозападу Лењинградске области. Географски се налази на западу Карелијске превлаке. Језеро се налази у хидросистему реке Вуоксе са којом је директно повезано мањом протоком.
Површина језерске акваторије је 37,9 км², док је површина територије која се одводњава ка језеру 213 км². Максимална дужина језера је до 12,5 км, док је ширина до 5,7 километара.
Најважније притоке су речице Островјанка (13 км) и Болотница (14 км).
Језеро се налазило на некадашњој Манерхајмовој одбрамбеној линији.